# Hellmuth Dempe
Hellmuth Dempe (* 27. Februar 1904 in Weimar; † 3. Mai 1990 in Weimar) war ein deutscher Philosoph und Sprachwissenschaftler.

## Leben und Wirken
Nach seiner Reifeprüfung 1923 in Weimar studierte Hellmuth Dempe von 1923 bis 1927 Mathematik, Naturwissenschaften, Klassische Philologie und Philosophie an der Universität Jena. 1928 promovierte er dort bei Paul F. Linke. Das Staatsexamen für das höhere Lehramt legte er ein Jahr später (1929) ab. Anschließend arbeitete er als Gymnasiallehrer im Schuldienst an verschiedenen Orten in Thüringen. 1942 habilitierte er sich an der Universität Jena und wurde dort 1943 Privatdozent. Nach dem Zweiten Weltkrieg war Dempe weiterhin im Schuldienst tätig und zwar in Bielefeld, wo er außerdem als Fachleiter am Studienseminar wirkte. Als Philosoph war Dempe vor allem als Privatgelehrter tätig. Er beschäftigte sich vor allem mit der Sprachphilosophie.

## Veröffentlichungen (Auswahl)
- Was ist Sprache? Eine sprachphilosophische Untersuchung im Anschluß an die Sprachtheorie Karl Bühlers. Böhlau, Weimar 1930 (= Dissertation Universität Jena).
- Die Darstellungstheorie der Sprache. In: Indogermanische Forschungen, Bd. 53 (1935), S. 245–266.
- Paul Ferdinand Linke. Ein Leben für Philosophieren im sokratischen Geiste. In: Zeitschrift für philosophische Forschung, Jg. 1957, S. 261–275.
- Marsilio Ficino oder Die Versöhnung der Philosophie mit dem Glauben. In: Scheidewege, Jg. 1975, S. 401–429.
- Gegenwart Platons. Hymnische Gedichte. Verlag Das Viergespann, Frankfurt/M. 1977, ISBN 3-922408-00-1.
- Albert Schweitzer und die Religion. In: Zeitschrift für Religions- und Geistesgeschichte, Bd. 30 (1978), S. 337–345.
- Das Wilhelm-Ernst-Gymnasium in Weimar um 1820 und sein Ephorus Johann Friedrich Röhr. In: Herbert Hömig u. Dietrich Pfaehler (Hrsg.): Im Bannkreis des klassischen Weimar. Festgabe für Hans Tümmler zum 75. Geburtstag (= Kultur und Geschichte Thüringens, Beiheft 1). Pfaehler, Bad Neustadt a.d.S. 1982, S. 65–73, ISBN 3-922923-03-8.
- Gedanken zum Weg der deutschen Philosophie seit der Neubesinnung auf Kant. In: Zeitschrift für Religions- und Geistesgeschichte, Bd. 35 (1983), S. 1–11.
- Bemerkungen zur christlichen Anthropologie der Sprache. In: Zeitschrift für Religions- und Geistesgeschichte, Bd. 36 (1984), S. 305–312.
- Vom Veda zum Yoga der Bhagavadgita. Der Weg einer jahrtausendealten indischen Philosophie. In: Zeitschrift für Religions- und Geistesgeschichte, Bd. 39 (1987), S. 148–159.
- Auf dem Weg zur philosophischen Lebensform. Erinnerungen an eine denkwürdige Jugendzeit in Weimar. Selbstverlag, Bielefeld 1997.
- Philosophie als Lebensform. Zur Wahrheit des einfachen Lebens. Essays im Anschluss an Platon. Hrsg. von Frieder Lötzsch (= Philosophische Plädoyers, Bd. 4). LIT, Berlin 2006, ISBN 978-3-8258-9250-0.